# Arawacus sito
Arawacus sito  (лат.) — вид чешуекрылых насекомых из семейства голубянок. Распространён в Мексике, Гватемале, Гондурасе и Никарагуа.
Кормовыми растениями гусениц являются Solanum hayesii. Гусеница второго возраста 5 мм длиной, последнего возраста — 13 мм. Кокон имеет длину 8 мм.